# فدکس اکسپرس

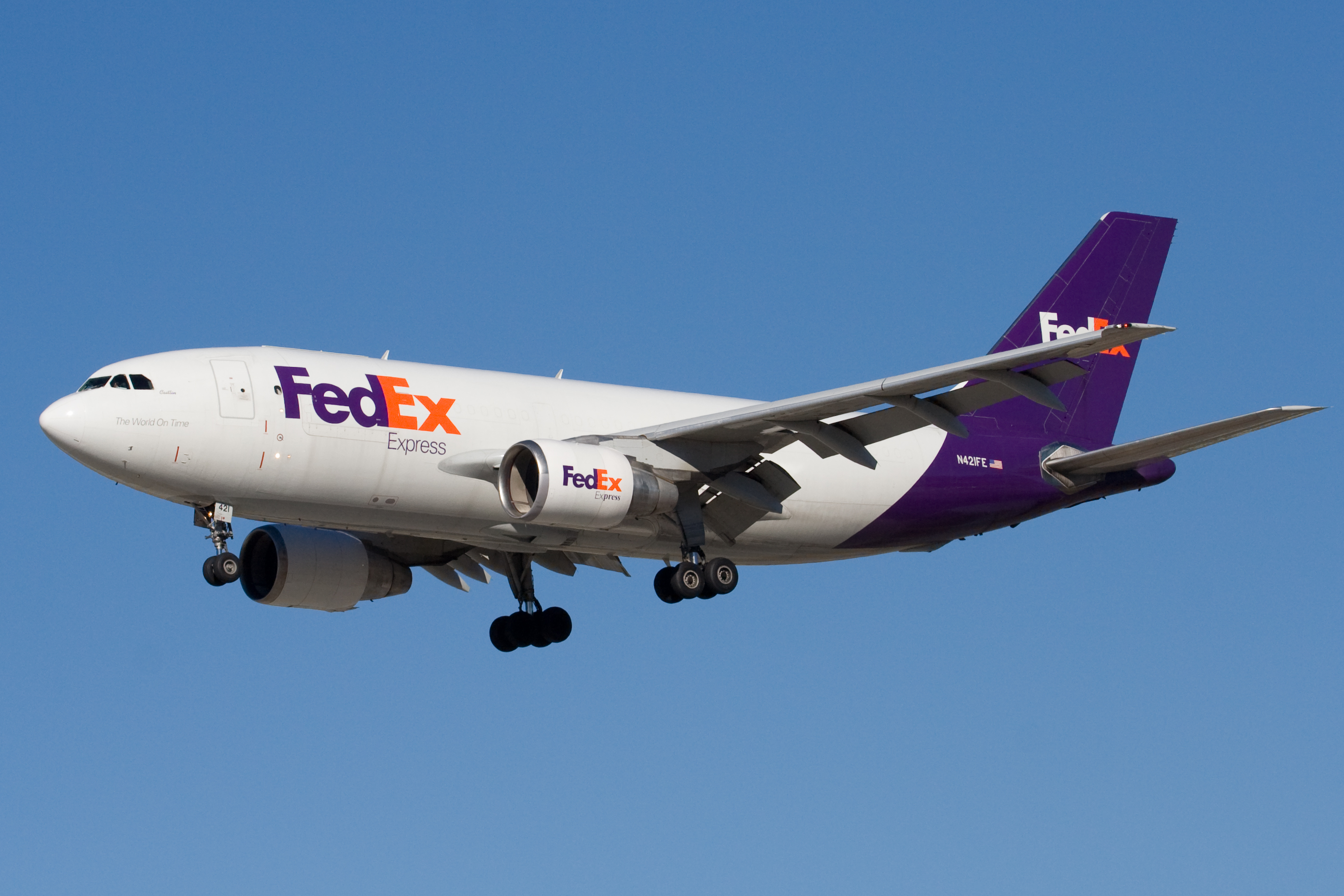
هواپیمای ایرباس ای۳۱۰ متعلق به فدکس اکسپرس

فدکس اکسپرس (به انگلیسی: FedEx Express) شرکت هواپیمایی باری آمریکایی است، که به‌عنوان زیرمجموعه‌ای از شرکت فدرال اکسپرس، مدیریت بخش ترابری هوایی این شرکت را برعهده دارد.
شرکت فدکس اکسپرس در سال ۱۹۷۱ توسط فردریک اسمیت تأسیس شد و در حال حاضر روزانه عملیات انتقال بار و بسته‌های پستی را، از ۱۲ فرودگاه مرکزی، به ۳۷۵ مقصد در سراسر جهان انجام می‌دهد.
فدکس اکسپرس هم‌اکنون بزرگترین شرکت‌های هواپیمایی باربری جهان، بر پایه میزان حمل بار، شناخته می‌شود، همچنین با در اختیار داشتن ۶۹۹ فروند هواپیمای باری، از نظر اندازه ناوگان در رتبه چهارم از بزرگترین شرکت‌های هواپیمایی باری قرار دارد. دفتر مرکزی این شرکت در فرودگاه بین‌المللی ممفیس، در شهر ممفیس، تنسی، ایالات متحده آمریکا مستقر می‌باشد.